# Código sustitutivo
Un código sustitutivo es aquel código que está basado en el lenguaje verbal, que suponen una nueva codificación de este: el morse, el braile, el sistema marinero de señales de banderas, el alfabeto digital de los sordos y las formas del tamtan.